# Wilson, Quận Lincoln, Wisconsin
Wilson là một thị trấn thuộc quận Lincoln, tiểu bang Wisconsin, Hoa Kỳ. Năm 2010, dân số của thị trấn này là 303 người.